# Fieseler Fi 98
Il Fieseler Fi 98 era un bombardiere a tuffo monomotore biplano e da attacco al suolo realizzato dall'azienda tedesca Fieseler Flugzeugbau Kassel GmbH negli anni trenta e rimasto allo stadio di prototipo.

## Storia del progetto
Nel 1933, su suggerimento dell'asso dell'aviazione della prima guerra mondiale Ernst Udet, il Reichsluftfahrtministerium (RLM), il ministero che nella Germania hitleriana aveva assunto la supervisione dell'intera aviazione tedesca, emise una specifica per la fornitura di un nuovo bombardiere in picchiata da assegnare ai reparti della costituenda Luftwaffe. All'appello risposero la Fieseler e la Henschel Flugzeugwerke quest'ultima presentando il suo Henschel Hs 123.
Nell'estate 1935, il prototipo Fi 98a venne messo a confronto in prove comparative con il concorrente Hs 123 V1 risultando chiaramente inferiore a quest'ultimo, determinando l'abbandono della Fieseler allo sviluppo del modello.

## Tecnica
L'armamento previsto era basato su due mitragliatrici MG 17 calibro 7,92 mm e su quattro bombe da caduta da 50 kg (SC 50).

## Utilizzatori
Germania
- Luftwaffe

unicamente per prove di valutazione.